# Jüdischer Friedhof (Reistenhausen)

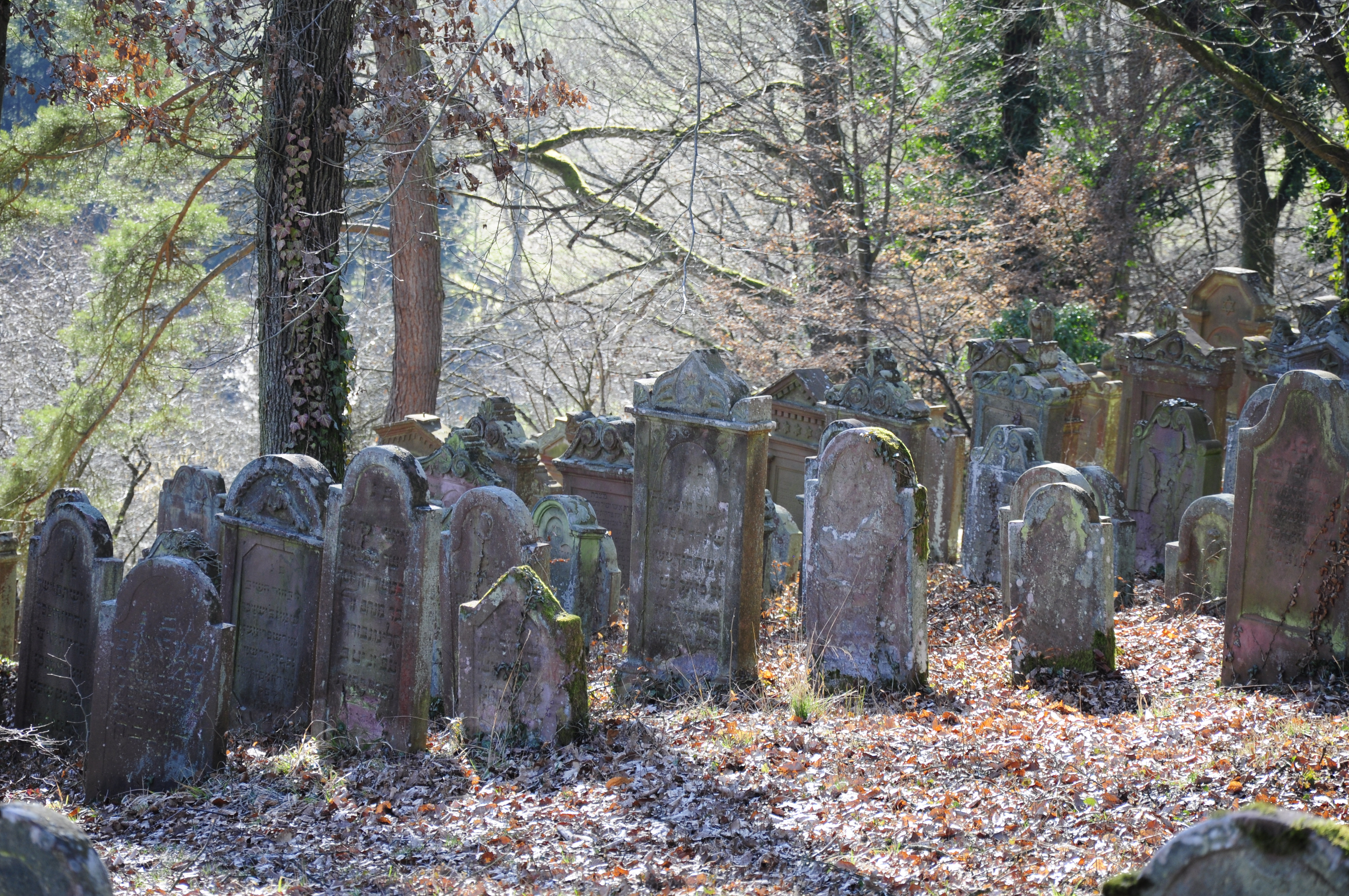
Gräber auf dem jüdischen Friedhof Reistenhausen

In Reistenhausen, einem Ortsteil der unterfränkischen Gemeinde Collenberg im Landkreis Miltenberg befindet sich ein jüdischer Friedhof mit einer Fläche von 52 Ar. Heute sind noch 428 Grabsteine (Mazewot) vorhanden.

## Geschichte
Der Friedhof wurde im 16. Jahrhundert, nordwestlich, außerhalb des Ortes eingerichtet. Nachdem im Jahr 1926 die jüdische Gemeinde von Reistenhausen aufhörte zu existieren, diente der Friedhof als Verbandsfriedhof u. a. für die jüdischen Gemeinden von Eschau, Fechenbach, Freudenberg, Klingenberg, Mönchberg, Röllbach und Sommerau.
In den „Statuten des israelitischen Leichenhofes zu Reistenhausen“ von 1875 werden als zugehörige „Cultus-Gemeinden“ genannt: Fechenbach, Freudenberg, Mönchberg, Eschau, Sommerau, Hobbach, Klingenberg, Röllfeld, Röllbach, Wörth, Trennfurt und Hofstetten.
Im 20. Jahrhundert erfuhr der Friedhof im westlichen Teil eine flächenmäßige Erweiterung; die Belegung des Friedhofs mit Grabsteinen hatte im nördlichen Teil des Friedhofs begonnen.
Der Friedhof wurde bis 1938 genutzt.